# Piattaforma Volkswagen MLB

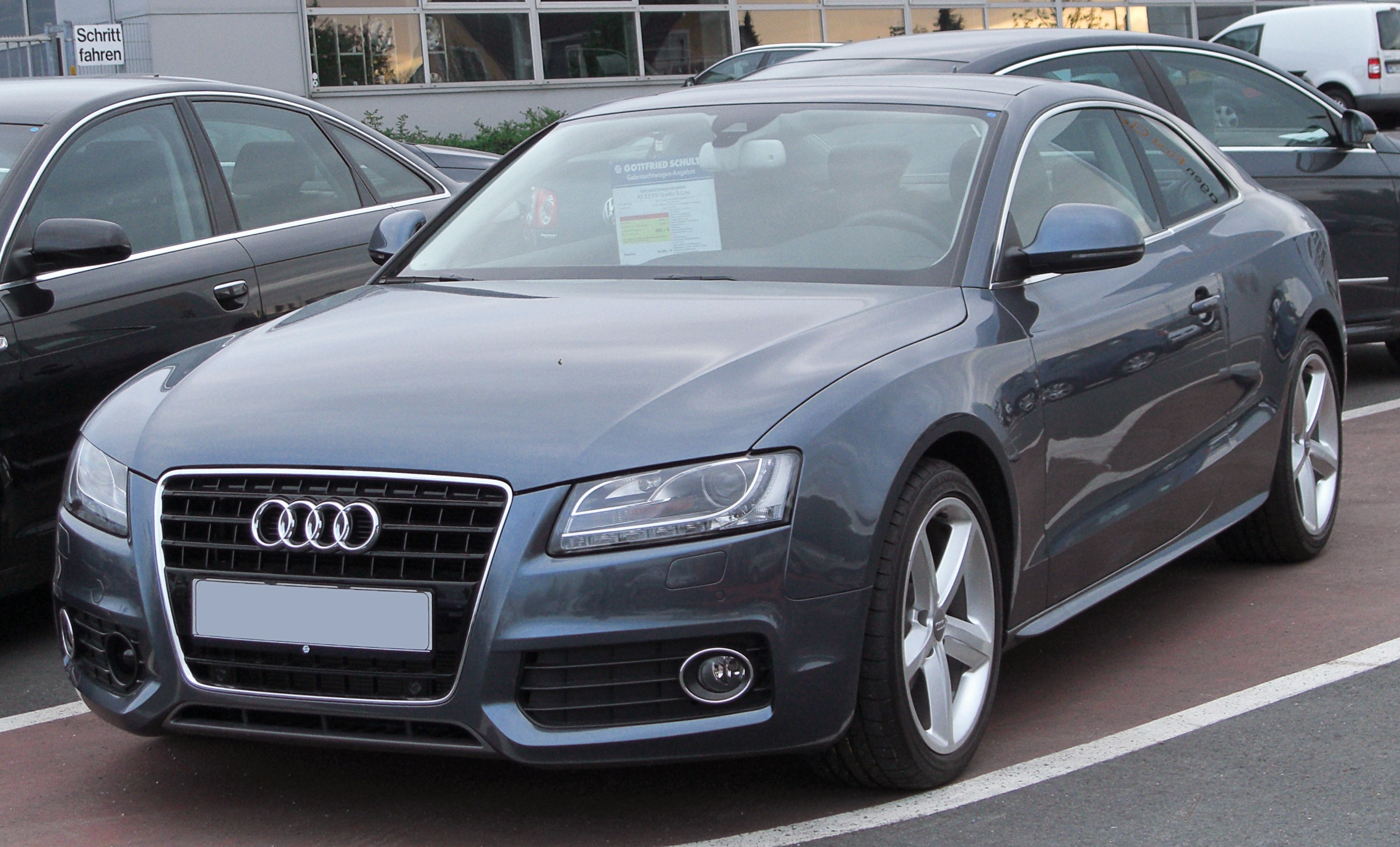
"Audi A5 8T", prima vettura a portare al debutto la MLB

La piattaforma – o pianale – Volkswagen MLB (in tedesco MLB Modularer Längsbaukasten) è un tipo di piattaforma modulare per automobili sviluppata nel 2007 dal divisione Audi per il gruppo Volkswagen. È utilizzato nei modelli di Audi, Porsche, Bentley, Lamborghini e Volkswagen.
La sigla MLB sta per Modularer Längsbaukasten ("Modular Longitudinal Matrix").

## Descrizione
La piattaforma MLB è stata creata dal Gruppo VAG per la costruzione attraverso un sistema modulare condiviso le automobili aventi motore longitudinale/anteriore e trazione anteriore (con disposizione opzionale anche le quattro ruote motrici). È stata introdotta per la prima volta sulla Audi A5 8T.
Progettata dalla Audi e introdotto per la prima volta nel 2007 sulla Audi A5, fino al 2015 solo Audi e Porsche utilizzavano la piattaforma MLB. Nel febbraio 2016 Volkswagen ha introdotto la berlina Phideon con base MLB, costruita e venduta esclusivamente nel mercato cinese.
La MLB utilizza una "matrice" centrale di componenti su un'ampia varietà di veicoli, ad esempio condividendo un nucleo comune di montaggio del motore per tutte le trasmissioni (ad esempio benzina, diesel, gas naturale, ibride e elettriche). Le uniche cose che non sono modificabili e che sono standard su tutte le vetture sono la pedaliera, il parafiamma e il posizionamento della ruota anteriore, nonché l'angolazione del parabrezza; oltre a questo, il veicolo può essere allungato e modellato per adattarsi a qualsiasi tipologia di carrozzeria, di dimensioni o trasmissione. Oltre a ridurre il peso, questo concetto consente di produrre nello stesso stabilimento modelli diversi, compresi quelli dei vari marchi dell'azienda, riducendo ulteriormente i costi.
Una delle caratteristiche più importanti della piattaforma è il montaggio e posizionamento uniforme di tutti i motori e le trasmissioni, riducendo così i costi di progettazione e il tempo necessario per costruire un'auto mediamente del 30%.

## Modelli

### MLB B/C
- Audi A5 (tipo 8T/8F), 2007–2016
- Audi Q5 (tipo 8R), 2008–2017
- Audi A4 B8 (tipo 8K), 2007–2016
- Audi A7 (tipo 4G), 2010–2017
- Audi A6 C7 (tipo 4G), 2011–2018
- Porsche Macan (Tipo 95B), 2013-
- Volkswagen Phideon (tipo 3E), 2016–2023

### MLB D
- Audi A8 (D4) (tipo 4H) 2010–2017

### MLB Evo B/C
- Audi Q7 (tipo 4M) 2015-
- Bentley Bentayga (tipo 4V) 2015-
- Audi A4 (tipo 8W) 2016-
- Audi A5 (tipo 8W6) 2016-
- Audi Q5 (tipo 80A) 2017-
- Audi A7 (tipo 4K8) 2017-
- Audi A6 (tipo 4K) 2018-
- Audi Q8 (tipo 4MN) 2018-
- Volkswagen Touareg (tipo CR), 2018-
- Audi Q8 e-tron (precedentemente Audi e-tron; Typ GE), 2018-
- Lamborghini Urus 2018-
- Porsche Cayenne (terza generazione) (Tipo 9YA)

### MLB Evo D
- Audi A8 (tipo 4N), 2017-